# サンポット

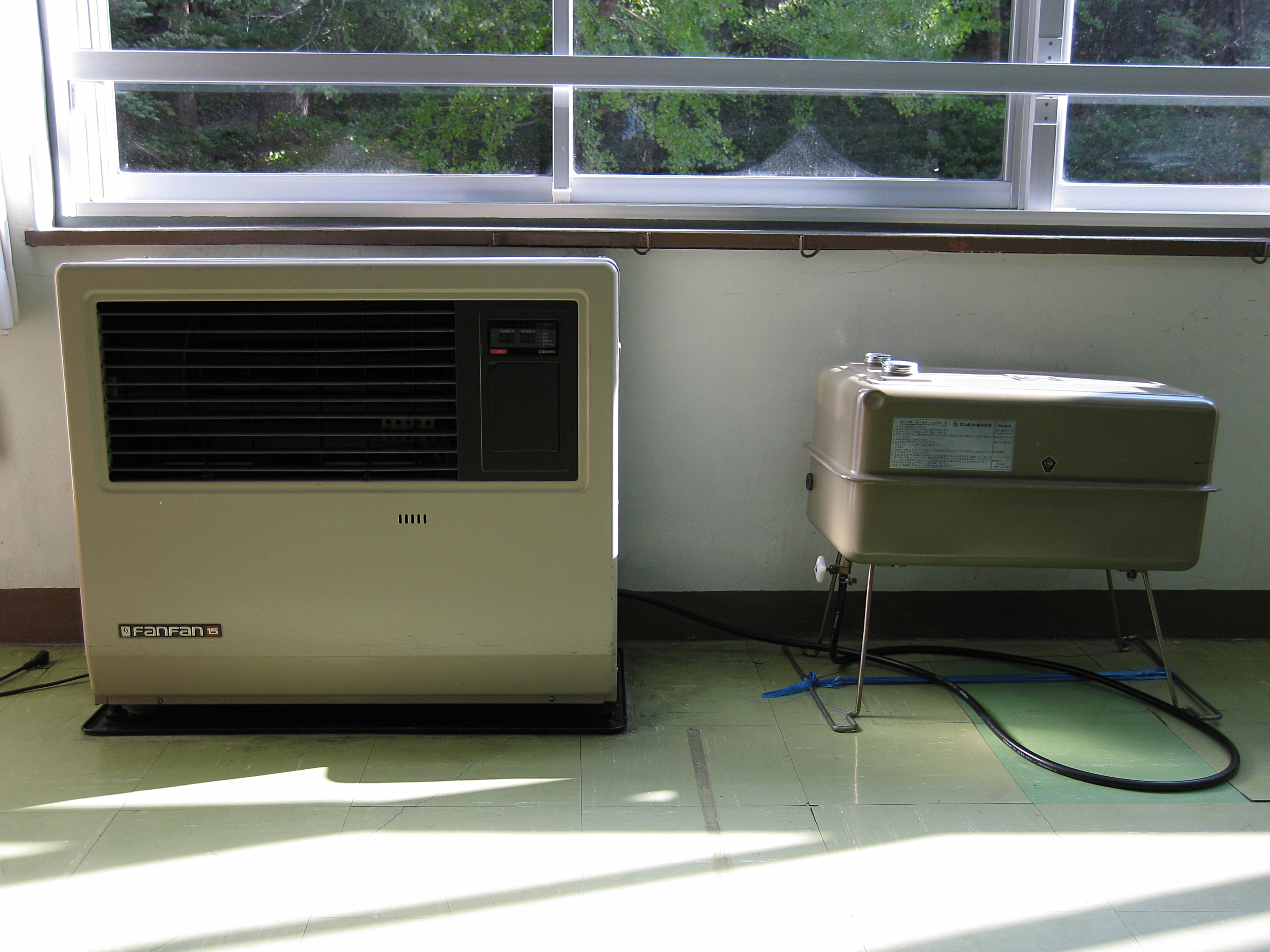
学校の教室に設置されたサンポット製FF式石油ファンヒーター本体（左）および灯油タンク（右）

サンポット株式会社（英: Sunpot Co., Ltd.）は、かつて岩手県花巻市に本社を置き、暖房器具などの製造販売を行っていた電機メーカーである。

## 概要
同社はもともと東京瓦斯とトーメン（現・豊田通商）が共同出資して設立した、関東ガス器具（ガスター）の石油ストーブ部門がルーツとなっている。設立当初からポット燃焼（石油に点火した後に空気を混ぜて燃焼させ、排気ガスを煙突で屋外に排気する）方式の石油暖房器具を専門としており、寒冷地域である北海道、および青森・岩手・秋田各県での販売シェアが高い。学校の教室や、公共施設などの大きめの部屋向けの、業務用のFF暖房機などを中心に製造している。
三洋電機の石油暖房機撤退後は家庭用クラスでは唯一のロータリー式ファンヒーターの生産メーカーとなった。2018-2019シーズンは同業者であるトヨトミより同社のポット式燃焼バーナー（レーザーバーナー）の特許ライセンスの貸与を受け、「ハイブリッドバーナー」の自社名称で製造した。
ロータリー式は一旦全てカタログ落ちしたが、2019-2020シーズンからは気化器の駆動系を一新した「リニアロータリーバーナー」搭載の製品を投入予定。

## 沿革
- 1965年（昭和40年）4月 - 東京都新宿区にガスター販売株式会社（資本金2,500万円）を設立。
- 1967年（昭和42年）3月 - 製造部門を分離独立して、埼玉県川越市に株式会社サンポット（資本金2,500万円）を設立。
- 1968年（昭和43年）7月 - 東京都品川区に本社移転。
- 1969年（昭和44年）1月 - 株式会社サンポットとガスター販売株式会社が合併した後、現社名に改称。
- 1975年（昭和50年）9月 - 埼玉県川越市に本社移転。
- 2000年（平成12年）12月 - ジャスダック市場に上場。
- 2003年（平成15年）6月 - 東京証券取引所第二部(現在のスタンダード)に上場。
- 2006年（平成18年）3月 - 岩手県花巻市に本社移転。
- 2007年（平成19年）
  - 株式公開買い付け（TOB）により、長府製作所の子会社となる[1]。後に株式交換によって長府製作所の完全子会社となり、上場廃止。
  - サンデンからFF方式温風石油暖房機「ゼータス」シリーズの製造撤退に伴い、技術・商標を譲り受ける（ただし、すでに設置した分については引き続きサンデンが保守・修理を担当）。
  - 日本ガス協会、北海道ガスなどの道内都市ガス事業者と仙台市ガス局と共同でFF方式ガスふく射暖房機カベックガス版を新発売し、販売を開始した。
- 2022年（令和4年）4月 - 長府製作所と合併。以降は長府製作所のブランドとして存続[2]。

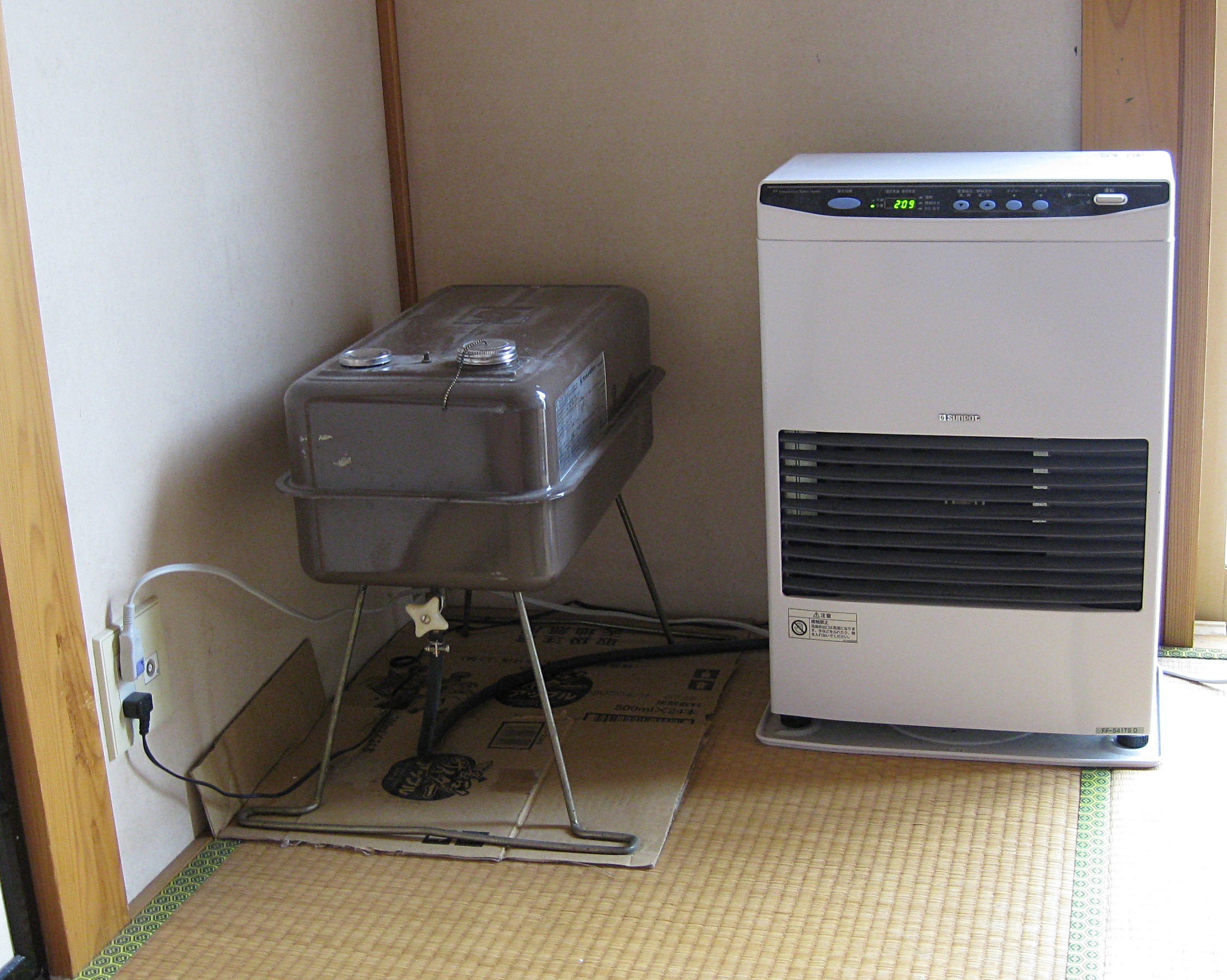
石油ファンヒーター